# Roman al II-lea (împărat)

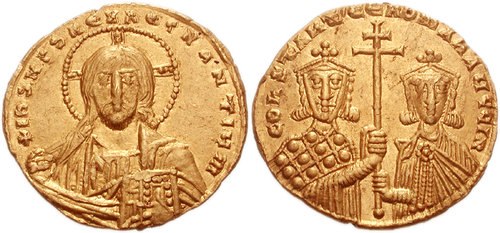
Roman al II-lea cu tatăl său Constantin al VII-lea (monedă de aur solidus)

Roman al II-lea (în greacă: Ρωμανός B' Λεκαπηνός, Rōmanos II Lakapenos; n. 938 d.Hr., Constantinopol, Imperiul Roman de Răsărit – d. 15 martie 963 d.Hr., Constantinopol, Imperiul Roman de Răsărit) a fost un împărat bizantin între anii 959 - 963. 

## Biografie
Roman al II-lea a fost fiul împăratului Constantin al VII-lea Porfirogenetul și al Elenei Lecapenos, fiica împăratului Romanos I Lecapenos. A fost căsătorit cu Berta, fiica nelegitimă a regelui Provenției Ugo de Arles.  După moartea Bertei s-a recăsătorit cu Anastasia, care în anul 956 a devenit nora împăratului sub numele de Theophano, împreună cu care a avut 3 copii: Vasile al II-lea, născut în anul 958, Constantin al VIII-lea, născut în 960 și Anna Porfirogeneta, născută la 13 martie 963.

## Domnie
În timpul domniei împăratului Romanos al II-lea de administrarea statului se ocupa patricianul onorific Joseph Vringa, iar armata era condusă de cel mai bun comandant al timpului Nicefor al II-lea Focas. Sub comanda acestuia, în 961, a fost realizată o expediție navală de succes pe insula Creta, un „cuib vechi” de pirați care amenința securitatea statului dinspre sud. Această victorie a sporit semnificativ prestigiul politic al Bizanțului, precum și spiritul ostașilor.
Se bănuiește că a murit otrăvit de soția sa, Theophano.

## Raritate numismatică
Geologul Frantisek Posepny a găsit la Ocna Mureș în anul 1861 o monedă rară de aur („solidus“) emisă între anii 945-959 la Constantinopol (4,41 g, 2 cm diametru) în timpul împăratului Constantin al VII-lea Porfirogenet. Aceasta se găsea în posesia cetățeanului Grüns Gippelpächter. In Transilvania s-au găsit în total numai 7 astfel de monede, în diferite localități. 
Avers: Isus, cu nimbus (aură) în jurul capului, îmbrăcat cu un pallium (mantie) si un colobium (tunică fără brațe), binecuvȃntează cu mȃna dreaptă ridicată, în mȃna stȃngă ține o evanghelie.
Revers: în stȃnga împăratul Constantin al VII-lea Porfirogenet (905-959) cu barbă scurtă, îmbrăcat cu un loros (costum bizantin), în dreapta e fiul său Roman al II-lea (938-963), viitor împărat, fără barbă, îmbrăcat cu chlamys (hlamidă, mantie făcută dintr-o bucată dreptunghiulară de stofă albă sau roșie), ambii cu coroane pe cap, ținȃnd între ei o cruce lungă patriarhală.